# Põlluküla (Saaremaa)
Koordinaten: 58° 25′ N, 22° 55′ O
Põlluküla ist ein Dorf (estnisch küla) auf der größten estnischen Insel Saaremaa. Es gehört zur Landgemeinde Saaremaa (bis 2017: Landgemeinde Valjala) im Kreis Saare. Põlluküla ist nicht zu verwechseln mit Põlluküla, das ebenfalls auf der Insel Saaremaa liegt.
Das Dorf hat 21 Einwohner (Stand 31. Dezember 2011).

## Grabsetzungen
Bei Ausgrabungen auf der Anhöhe Tuulingumäe wurden zwischen 1995 und 1997 zwei rechteckige Grabsetzungen (tarandkalme) freigelegt. Eine stammt aus der vorrömischen Eisenzeit Nordeuropas (zwischen 500 vor und 50 nach Christus), die zweite aus der Zeit der Völkerwanderung, d. h. zwischen 450 und 600 nach Christus. In letzterem Grab wurden mindestens dreizehn Menschen beigesetzt.